# 2103 Laverna
2103 Laverna (1960 FL) là một tiểu hành tinh vành đai chính được phát hiện ngày 20 tháng 3 năm 1960 bởi ở La Plata.